# Isoperla karuk
Isoperla karuk is een steenvlieg uit de familie Perlodidae. De wetenschappelijke naam van de soort is voor het eerst geldig gepubliceerd in 2009 door Baumann & Lee.